# Tetraconcha
Tetraconcha is een geslacht van rechtvleugeligen uit de familie sabelsprinkhanen (Tettigoniidae). De wetenschappelijke naam van dit geslacht is voor het eerst geldig gepubliceerd in 1890 door Karsch.

## Soorten
Het geslacht Tetraconcha omvat de volgende soorten:
- Tetraconcha banzyvilliana Griffini, 1909
- Tetraconcha fenestrata Karsch, 1890
- Tetraconcha longipes Bolívar, 1893
- Tetraconcha smaragdina Brunner von Wattenwyl, 1891
- Tetraconcha stichyrata Karsch, 1890